# إحصاء وصفي

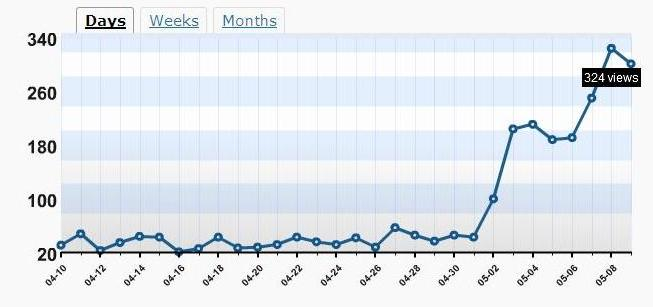

الإحصاء الوصفي مجموعة طرق لوصف الخصائص الرئيسية لمجموعة بيانات كمياً باستخدام الجداول والمخططات البيانية. يشكل الإحصاء الوصفي مع الإحصاء الاستدلالي قسمي علم الإحصاء.
وبخلاف الإحصاء الاستدلالي لا تُستخدَم في الإحصاء الوصفي الطرائق الاحتمالية من أجل تعميم النتائج على الجمهرة.
الإحصاء الوصفي يهدف إلى وصف مجموعة من البيانات وتنظيمها وتصنيفها وتلخيصها وعرضها بطريقة واضحة في صورة جداول أو أشكال بيانية وحساب المقاييس الإحصائية المختلفة لوصف متغير ما (أو أكثر) في مجتمع ما.

## طرق اختزال البيانات
يمكن استخدام الكثير من الإحصائيات إما وصفياً أو كجزء من التحليل الاستدلالي. عندما نجري اختباراً لفرضية على النتائج، فهذا تحليل استدلالي. ومن أشيع طرائق اختزال البيانات المستخدمة في الإحصاء الوصفي:
- مقاييس النزعة المركزية
- مقاييس التشتت
- الجداول
- المخططات البيانية